# John Wilmar Pérez
Pour les articles homonymes, voir Perez.
John Wilmar Pérez, né le 21 février 1970 à Medellín (Colombie), est un footballeur colombien, qui évoluait au poste de défenseur à l'Independiente Medellín, au Deportivo Cali et au Columbus Crew ainsi qu'en équipe de Colombie.
Pérez ne marque aucun but lors de ses dix-neuf sélections avec l'équipe de Colombie entre 1997 et 2000. Il participe à la coupe du monde de football en 1998 et à la Copa América en 1997 avec la Colombie.

## Carrière
- 1991-1996 : Independiente Medellín
- 1996-1999 : Deportivo Cali
- 2000-2002 : Columbus Crew
- 2003 : Independiente Medellín [1]

## Palmarès

### En équipe nationale
- 19 sélections et 0 but avec l'équipe de Colombie entre 1997 et 2000.
- Quart-de-finaliste de la Copa América 1997.
- Participe au premier tour de la coupe du monde 1998.

### Avec l'Independiente Medellín
- Vice-Champion du Championnat de Colombie de football en 1993.

### Avec le Deportivo Cali
- Vainqueur du Championnat de Colombie de football en 1996 et 1998.
- Finaliste de la Copa Libertadores en 1999.
- Finaliste de la Copa Merconorte en 1998.

### Avec Columbus Crew
- Vainqueur de la Coupe des États-Unis de football en 2002.